# Peter Compo
Peter 'Pete' Compo (New York, 9 augustus 1932 – aldaar, 28 april 2003) was een Amerikaanse jazz- en klassiek violist en contrabassist.

## Biografie
Compo, die op 6-jarige leeftijd vioollessen kreeg van zijn oom Charles Cacioppo, wisselde in 1948 naar de contrabas. Zijn voorbeeld was Stuff Smith. Hij leerde bas bij Slam Stewart en Homer Mensch en improvisatie met Tony Aless, Bill Rubenstein en Gene Roland. In de jaren 1950 studeerde hij aan de New Yorkse Juilliard School en aan de Manhattan School of Music.
In 1950 begon Compo te spelen als professionele musicus in Central Plaza met jazzmuzikanten als Conrad Janis, Red Allen en Willie "The Lion" Smith. Hij werkte ook in verschillende klassieke orkesten zoals het CBS Symphony Orchestra, New Haven Symphony, Little Orchestra Society of New York en het National Orchestra. Hij speelde ook mee in tal van Broadway shows en was een sessiemuzikant op de soundtracks van Raging Bull, A Doctors Story, Flamingo Kid en Tootsie. Hij speelde ook in de jazzbands van Charlie Barnet, Billy Butterfield, Claude Thornhill, Fred Waring, Boyd Raeburn, Larry Sonn, Elliot Lawrence, Dick Meldonian/Sonny Igoe, Vaughn Monroe, Johnny Long en in 1981 in het Glenn Miller Orchestra (Ghost Band) onder leiding van Clem DeRosa. In 1984 pakte hij de viool weer op en bespeelde beide instrumenten tot in 1988 een heupblessure hem dwong voorgoed te stoppen met het spelen van de bas. Compo bleef viool spelen, voornamelijk in New York.
In de jaren 1980 leidde Compo het Pete Compo Jazz Violin Quartet, waarmee hij in 1987 de lp Live uitbracht in het West End Cafe in New York. In 1999 bracht hij het laatste van de drie albums uit, die hij als leider in Europa uitbracht. Tijdens zijn carrière werkte hij ook samen met Mose Allison, Gene Krupa, Harry Belafonte, Stuff Smith, Jo Jones, Roy Eldridge, Bill Evans, Zoot Sims en Lionel Hampton. Volgens Tom Lord was hij tussen 1954 en 1994 onder meer betrokken bij 15 opnamesessies op het gebied van jazz, ook met Herbie Fields, Cosy Cole en Marty Grosz.

## Overlijden
Peter Compo overleed in april 2003 op 70-jarige leeftijd.

## Discografie
- The Peter Compo Quintet: Nostalgia in Times Square (1987), mit Bobby Pratt, Bucky Calabrese, Wayne Wright, Giampaolo Biagi
- Peter Compo in Europe (1995), u. a. mit Eddy Davis, Mike Diez, Dietmar Fuhr, Maximilian Hughes, Oliver Mewes